# Sealand

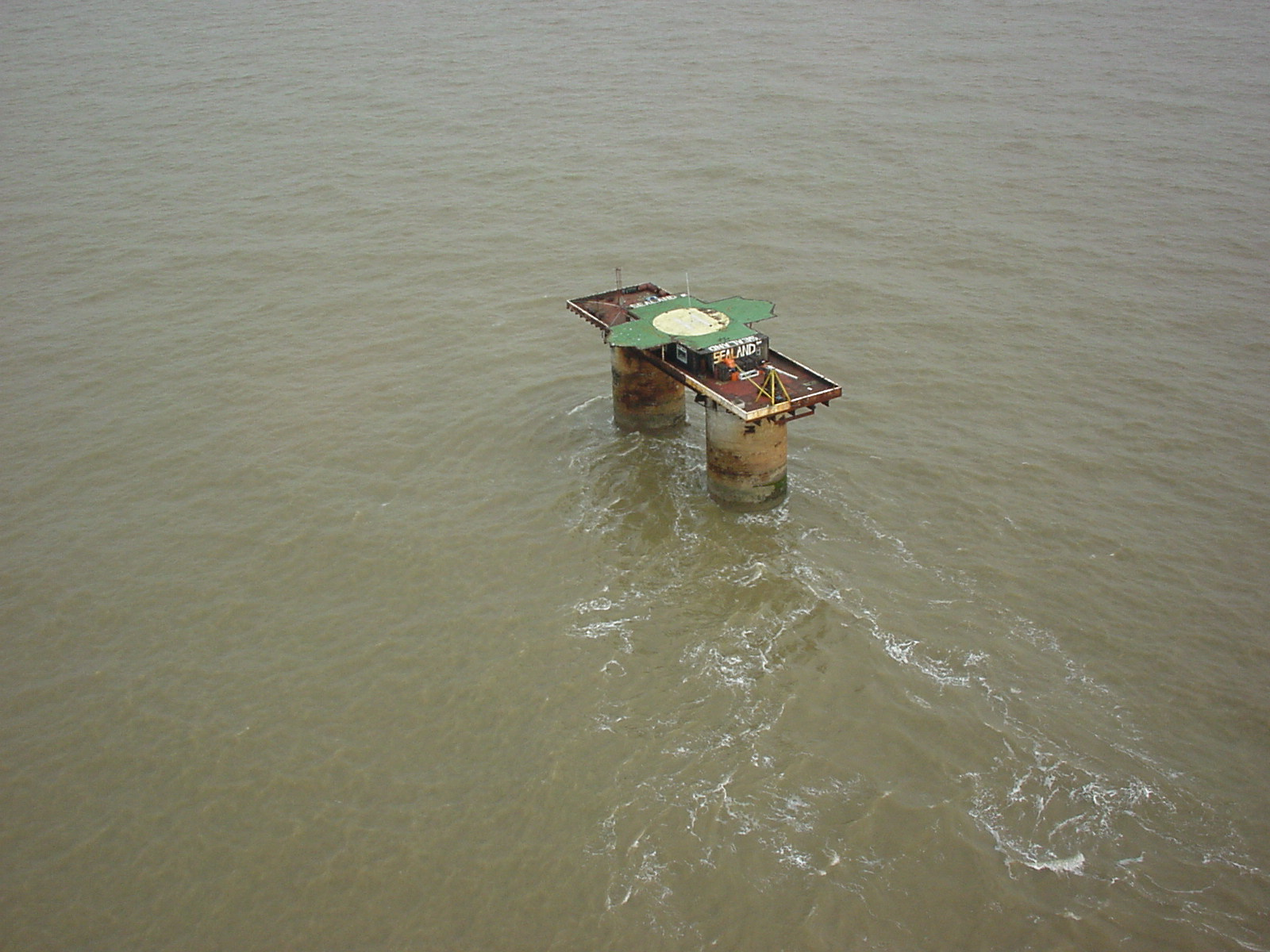
Sealand aus der Luft (1999)

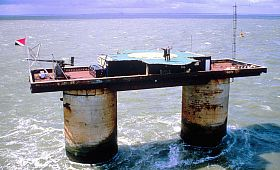
Sealand vor 2002

Sealand [ˈsiːlænd] (amtlich Principality of Sealand, deutsch Fürstentum Sealand) ist eine Mikronation auf der ehemaligen britischen Seefestung HM Fort Roughs, knapp zehn Kilometer vor der Küste von Suffolk innerhalb der Seegrenze des Vereinigten Königreichs.
Die Seefestung wurde am 2. September 1967 durch Patrick bzw. Paddy Roy Bates, einen ehemaligen Major der British Army, als neuer und eigenständiger Staat proklamiert, nachdem er unmittelbar zuvor die von der Royal Navy verlassene Plattform besetzt hatte. Seine ursprünglichen Pläne, dort außerhalb des Zugriffs britischer Behörden einen Piratensender zu betreiben, verwirklichte er nicht mehr. Dennoch verteidigte er bis zu seinem Tod 2012 mit Hilfe von Angehörigen und Freunden der Familie die Plattform sowohl juristisch als auch mit Waffengewalt und forderte die Staatengemeinschaft auf, Sealand völkerrechtlich als legitimen und souveränen Staat anzuerkennen.
Trotz einer hohen Bekanntheit, vor allem als häufig gewähltes Fallbeispiel in völkerrechtlichen Diskussionen, wird die Anerkennung Sealands als Staat international verweigert. Aus Deutschland und den Vereinigten Staaten liegen Gerichtsentscheidungen vor, denen zufolge Sealand nicht die Voraussetzungen für einen Staat erfüllt und daher als Völkerrechtssubjekt nicht existiert. Kritiker verweisen außerdem darauf, dass die Plattform inmitten britischer Hoheitsgewässer liegt, seit diese 1987 auf eine Zwölfmeilenzone ausgedehnt worden sind.

## Lage und Aufbau

Karte von Sealand

Sealand liegt in der Nordsee, knapp zehn Kilometer vor der Küste von Suffolk im Osten Englands.
Im Inneren der beiden hohlen Betonsäulen der ehemaligen Seefestung, auf denen die Plattform aus Stahl ruht, befinden sich je sieben Stockwerke. Diese sind aufgeteilt in je acht Räume pro Betonsäule: von unten her zunächst ein ehemaliges Munitionsdepot, darüber eine Kapelle sowie Lager- und Unterkunftsräume. Im jeweils obersten Stockwerk sind die Generatorräume. Auf der Plattform befinden sich Badezimmer, Küche, weitere Wohnräume und ganz oben ein Hubschrauberlandeplatz.
Zwei ursprünglich auf der Plattform befindliche 40-mm-Bofors-Geschütze wurden nach dem Zweiten Weltkrieg durch die Admiralität entfernt. Das erste der beiden QF-3.7-Zoll-AA-Geschütze wurde 1966, das zweite erst 2002 abgebaut.

## Bevölkerung bzw. Familie Bates

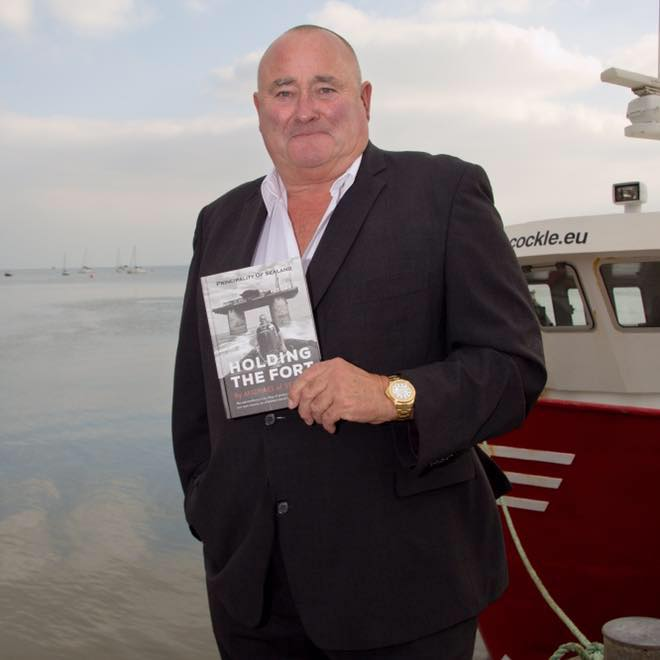
Michael Bates (2015)

Die Bevölkerung von Sealand bestand zunächst aus der Familie Bates und einigen Freunden, insgesamt aber wohl zu keiner Zeit aus mehr als zehn Personen. Heute befindet sich nur ein Wachmann als deren Repräsentant dauerhaft auf der Plattform.
Die Familie ist schon vor Jahren, vor allem aus gesundheitlichen Gründen, auf das englische Festland zurückgekehrt. Nach Übertragung der Regierungsverantwortung an seinen Sohn Michael übersiedelte 1999 zuletzt auch Paddy Roy Bates in das Haus der Familie nach Leigh-on-Sea, ein Fischerdorf im District Southend-on-Sea. Das kleine Reihenhaus wurde 2007 von Michael Bates, seiner Ehefrau und ihren drei Kindern bewohnt. Paddy Roy Bates lebte danach bis zu seinem Tod am 9. Oktober 2012 in Spanien.

## Geschichte

### Vorgeschichte
Die ehemalige Seefestung zählt zu den sogenannten Maunsell Forts, die das britische Militär im Zweiten Weltkrieg zur Abwehr von See- und Luftangriffen in der Mündung der Themse errichtete. Sie wurde im Spätjahr 1941 im Trockendock auf einem schwimmfähigen Ponton erbaut, ins Meer hinausgeschleppt und ihr Sockel plangemäß am 11. Februar 1942 auf die Sandbank Rough Sands versenkt. Als HM Fort Roughs, auch Roughs Tower genannt, stand sie anschließend im Dienst der Royal Navy. Nach Kriegsende verlor diese Art von Festungen jedoch ihre Bedeutung, sodass sie in den 1950er Jahren eine nach der anderen aufgegeben wurden. 1956 zog die Besatzung von Roughs Tower vollständig ab und überließ die Station sich selbst.
In den 1960er Jahren betrachteten die Betreiber britischer Piratensender die verwaisten Festungen als idealen Standort für ihre Stationen. In der Annahme, dort fernab der Strafverfolgungsbehörden das geltende Rundfunkmonopol der staatlichen BBC umgehen zu können, waren die Seefestungen teilweise sogar hart umkämpft. Paddy Roy Bates konnte 1965 seinen Piratensender Radio Essex auf der Festung Knock John Tower erst einrichten, nachdem er die Betreiber des Konkurrenzsenders Radio City von dort vertrieben hatte. Bald erwies sich Knock John Tower jedoch als nicht abgelegen genug. Kurz vor Weihnachten 1966 wurde der Sender, der sich kurz zuvor in Britain’s Better Music Station (BBMS) umbenannt hatte, abgeschaltet und Bates wegen Verstoßes gegen das britische Rundfunkgesetz angeklagt.

### Gründung
Am 2. September 1967 besetzte er mit Hilfe einiger Gefolgsleute die Plattform Roughs Tower. Diese liegt wesentlich weiter vor der Küste als Knock John Tower und befand sich außerhalb der damaligen britischen Hoheitsgewässer – drei nautische Meilen vor der Küste – in internationalen Gewässern. Bates proklamierte sie zum unabhängigen Fürstentum Sealand und ernannte sich selbst und seine Frau Joan Bates geborene Collins, eine ehemalige „Southend Carnival Queen“ und Model, zu uneingeschränkten Herrschern mit den Titeln Fürst Roy und Fürstin Joan von Sealand.
Zuvor hielten Jack Moore und seine Tochter die Station für den irischen Musikmanager Ronan O’Rahilly besetzt, der Roughs Tower für seinen Piratensender Radio Caroline nutzen wollte. Als er von Bates Übernahme erfuhr, sandte O’Rahilly sogleich ein paar Männer aus, die die Station zurückerobern sollten. Deren Boot wurde aber von Bates und seinen Leuten mit Benzinbomben und angeblich auch mehreren Gewehrschüssen vertrieben.
In Großbritannien war jedoch bereits am 14. August 1967 der Marine Broadcasting Offences Act in Kraft getreten. Damit stand die Ausstrahlung unlizenzierter Rundfunkübertragungen von Schiffen, Flugzeugen oder Marinebasen auch von außerhalb der Hoheitsgewässer unter Strafe. Die meisten Piratensender stellten daraufhin ihren Sendebetrieb ein. Nahezu gleichzeitig startete die staatliche BBC mit BBC Radio 1 einen eigenen Popkanal und erweiterte in den frühen 1970er Jahren durch Gründung zahlreicher Lokalstationen ganz erheblich ihr Programm. Damit verlor Roy Bates das Interesse und verzichtete auf die Errichtung des geplanten Piratensenders.
Von 1967 bis 1968 unternahm die Royal Navy mehrere Versuche, die Besetzer von Roughs Tower wieder loszuwerden. Auch hierbei soll der selbsternannte Fürst mehrere Schüsse in Richtung der Landungsboote abgefeuert haben. Daraufhin brach das Militär die Operation ab. Offenbar wollte man nicht das Risiko eingehen, dass dabei Soldaten ums Leben kämen, vor allem auch im Hinblick auf das Bild in der Öffentlichkeit. Stattdessen erhob man wegen der Schüsse Anklage gegen Roy Bates vor einem englischen Gericht. Das örtliche Gericht in Chelmsford erklärte sich jedoch in einem Urteil aus dem Jahr 1968 für nicht zuständig, da sich der Vorfall in internationalen Gewässern, also außerhalb des britischen Territoriums, ereignet habe.
In den folgenden 15 Jahren forderten die britischen Behörden die Besetzer von Sealand immer wieder dazu auf, Sozialversicherungsbeiträge, Rundfunkgebühren und weitere Abgaben zu zahlen. Roy Bates verweigerte dies jedoch regelmäßig und berief sich dabei auf die richterliche Entscheidung, dass Sealand kein Teil des Vereinigten Königreichs sei.

### Putsch
1975 nahm der Deutsche Alexander Gottfried Achenbach Kontakt zu Sealand auf. Er hatte den Plan, zusammen mit mehreren niederländischen Freunden die Seefestung in ein Luxushotel mit Spielkasino zu verwandeln. Bald gewann er das Vertrauen von Roy Bates und wurde nicht nur Staatsbürger von Sealand, sondern auch zum Premierminister und Regierungschef auf Lebenszeit ernannt. Im September erließ Fürst Roy dann eine Verfassung für das Fürstentum, in der Sealand unter anderem auch ausdrücklich auf Beschränkungen des Glücksspiels verzichtet.
Als sich Roy und Joan Bates im August 1978 für einige Tage in Salzburg aufhielten, um sich mit geschäftlichen Interessenten zu treffen, übernahm Achenbach mit Hilfe seiner niederländischen Freunde das Kommando auf der Station und hielt kurzzeitig sogar Fürst Roys Sohn Michael in seiner Gewalt. Er erklärte den Fürsten für abgesetzt, weil dieser in Salzburg angeblich Verhandlungen über den Verkauf des Staatsgebietes an ein Wirtschaftskonsortium geführt und damit gegen die Verfassung verstoßen habe.
Bates engagierte daraufhin kurzerhand mehrere gut bewaffnete Männer, eroberte die Festung mit einem Hubschrauber zurück und setzte die Putschisten als Kriegsgefangene auf Roughs Tower fest. Infolgedessen intervenierten Deutschland und die Niederlande bei der britischen Regierung. Sie sollte die sofortige Freilassung der Gefangenen bewirken. Diese verweigerte ihre Unterstützung jedoch mit dem Hinweis, sie sei in internationalen Gewässern nicht zuständig, und verwies auf die Gerichtsentscheidung von 1968.
Die niederländischen Kriegsgefangenen ließ der Fürst unter Hinweis auf die Genfer Konventionen schnell wieder frei. Der Anführer Alexander Achenbach sowie der deutsche Anwalt Gernot Pütz besaßen jedoch beide einen Sealand-Pass. Daher wurden sie als Staatsbürger des Landesverrats für schuldig befunden. Achenbach sollte auf Roughs Tower eine lebenslange Freiheitsstrafe absitzen. Der deutsche Anwalt wurde zur Zahlung von 75.000 DM verurteilt. Die Bundesrepublik Deutschland wusste sich keinen anderen Rat, als einen Konsularbeamten der deutschen Botschaft in London zu Verhandlungen nach Sealand zu schicken. Roy Bates betrachtete die Aufnahme diplomatischen Kontakts als De-facto-Anerkennung Sealands durch die Bundesrepublik und beschloss, Gnade walten zu lassen. Im Hinblick auf den unblutigen Verlauf der Revolte und die mittlerweile auch schon einige Wochen andauernde Gefangenschaft gestattete er den beiden Gefangenen schließlich, nach Deutschland zurückzukehren.
Achenbach wirft dem Fürsten auch weiterhin Verfassungsbruch vor und betrachtet ihn seit 1978 als gewaltsamen Besatzer von Sealand. In der Bundesrepublik errichtete er deshalb eine Exilregierung und ernannte den Niederländer Adrien Oomen als Syndikus zum neuen Staatsoberhaupt.

### Reaktionen
Kurz nach der Gründung Sealands wurde Sunk Head, eine weitere Seefestung in damals internationalen Gewässern, vom britischen Militär abgerissen. Die noch verbliebenen Plattformen lagen alle innerhalb der damaligen Dreimeilenzone.
Bei der dritten internationalen Konferenz zum Seerecht (1973–1982) wurden legale Staatsgründungen nach dem Beispiel Sealands für die Zukunft ausgeschlossen. Der nächste benachbarte Staat muss die Verantwortung für künstliche Konstruktionen im Meer übernehmen. Nach der neu verabschiedeten Konvention sind darüber hinaus künftig alle nicht mehr benötigten Konstruktionen unmittelbar nach Außergebrauchstellung zu entfernen.
Im Oktober 1987 dehnte Großbritannien seine Hoheitsgewässer auf eine Zwölfmeilenzone aus. Seitdem befindet sich die Plattform Roughs Tower wieder innerhalb britischer Hoheitsgewässer. Allerdings hat auch Sealand einen Anspruch auf eine Zwölfmeilenzone erhoben und diesen angeblich 1990 durch Warnschüsse gegen das britische Hilfsschiff RMAS Golden Eye verteidigt, als sich dieses der Plattform zu weit genähert hatte.

### Brand und Renovierung

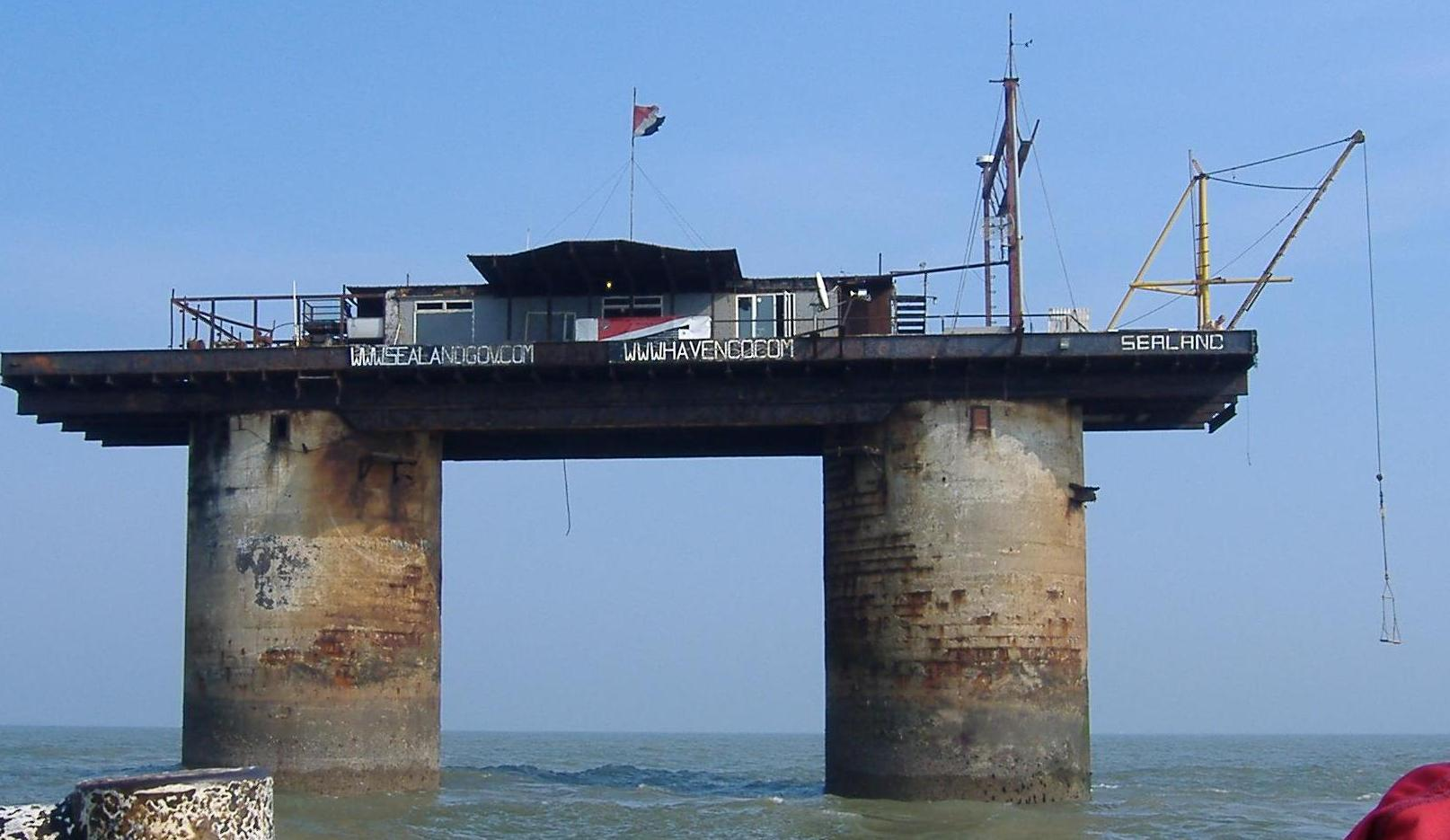
Sealand, etwa zwei Monate nach dem Brand (2006)

Gegen Mittag des 23. Juni 2006 brach ein Feuer auf Sealand aus. Ursache war ein elektrischer Defekt im Generatorraum. Von einem Fischer alarmierte britische Feuerwehreinheiten brachten den Brand jedoch bis kurz nach 15 Uhr unter Kontrolle. Es befand sich lediglich ein Wachmann auf der Station, der durch einen Hubschrauber der Royal Air Force direkt von der Plattform nach Ipswich in ein Krankenhaus überführt werden konnte. Abgesehen von der nur leichten Rauchvergiftung des Wachmannes richtete das Feuer vor allem erheblichen Sachschaden an. Neben den ausgebrannten Bereichen, insbesondere dem Generatorraum, wurde nahezu die gesamte Einrichtung der Aufbauten und der Nordturm durch Rauch oder das eingedrungene Löschwasser beschädigt.
Gleich am darauffolgenden Tag kündigte die Familie Bates den baldigen Beginn von Reparaturarbeiten an und startete eine Spendenaktion auf der Sealand-Website. Die Kosten sollten sich nach ersten Schätzungen auf etwa eine Million Dollar belaufen. Nach Aufräumarbeiten durch die Bewohner der Plattform erteilte die Regierung von Sealand dem englischen Bauunternehmen Church and East Ltd. den Auftrag zum Wiederaufbau ihres Landes. Begleitet von einer Filmcrew der BBC begannen die Reparaturen bereits am 29. Juni und konnten im November 2006 abgeschlossen werden.
Church and East richtete sich danach längerfristig auf der Station ein. Nach Beseitigung der Brandschäden nahm man eine umfangreiche Renovierung und Modernisierung der Station in Angriff. So wurde ein System aus 3-kW-Windgeneratoren installiert, um Sealand so weit wie möglich durch Windenergie mit Strom zu versorgen. Die erzielten Fortschritte wurden durch regelmäßige Berichte und Fotos auf einer eigens dafür eingerichteten Webseite der Baufirma im Internet festgehalten. Seit 2008 gibt es keine Hinweise mehr auf Tätigkeiten von Church and East. Die Webseiten sind gelöscht.

## Veranstaltungsort und Sportnation
Der erste offizielle Sportler Sealands war der Kanadier Darren Blackburn, der im Januar 2003 dem Büro für Innere Angelegenheiten spontan anbot, bei Marathonläufen künftig für Sealand zu starten. Daraufhin ernannte man ihn zum Athleta Principalitas. Bald darauf traten auch ein Slot-Car-Team, zwei Minigolfer und ein American-Football-Spieler bei ihren Wettkämpfen für das Fürstentum an.
Obwohl eigentlich keine Sealänder, spielte 2004 eine kleine dänische Fußballmannschaft für den Fußballverband FA Sealand als Nationalmannschaft 2:2 gegen ein Team aus Åland. Sealand ist seitdem angegliedertes Mitglied des NF-Board.
Ab November 2008 wurde die Station zum Veranstaltungsort für Events ausgebaut und sollte eine Touristenattraktion werden. Zum Auftakt wurde noch im gleichen Jahr ein von Red Bull gesponsertes Skateboardevent auf Sealand veranstaltet.
Im Jahr 2009 kündigte Sealand die Wiederbelebung seines Fußballteams und eine Teilnahme am Viva World Cup an. Der schottische Schriftsteller Neil Forsyth wurde zum Präsidenten der Sealand Football Association ernannt. Eine neu formierte Mannschaft unter seiner Leitung unterlag am 5. Mai 2012 in Godalming Town gegen die Chagos Islands. Der Endstand betrug 3:1 für das Team der Chagos Islands. Am 18. Mai 2013 verlor Sealand 7:5 bei einem Wohltätigkeitsspiel gegen eine All-Stars-Auswahl des Londoner Vereins FC Fulham.
In den Jahren 2009 und 2010 nahm im Namen von Sealand ein Frisbee-Team an mehreren Turnieren im Vereinigten Königreich, Irland und den Niederlanden teil und erreichte den 11. Platz der nationalen britischen Meisterschaften.
Als Teil der selbstgewählten Herausforderung „Around the world in 80 races“ (deutsch: „Um die Welt in 80 Rennen“) absolvierte Simon Messenger im Sommer 2015 auf Sealand einen Halbmarathon. Auf E-Mail-Anfrage an die Regierung des Fürstentums folgte schon bald eine Einladung, und Anfang Juli stand ein offizielles Regierungs-Schnellboot bereit, um den Sportler, ein Filmteam und ein vom Hersteller NordicTrack zur Verfügung gestelltes Laufband abzuholen. Aus Sicherheitsgründen legte Simon Messenger die Strecke im Wesentlichen auf dem Laufband zurück, bis auf einige wenige Meter zur offiziellen Ziellinie an der Helikopterplattform des Seeforts, wo ihn Prinz James erwartete, der Enkel des Staatsgründers.
Im August 2018 besuchte der Schwimmer Richard Royal die Plattform und schwamm anschließend in 3 Stunden und 29 Minuten die Strecke von 12 km von Sealand zur Küste von Felixstowe. Die sportliche Leistung wurde mit einem Zertifikat sowohl von der World Open Water Swimming Association (WOWSA) als auch von der British Long Distance Swimming Association (BLDSA) anerkannt und mit einem Dokumentarfilm unter dem Titel „Escape from Sealand“ (deutsch: „Flucht aus Seeland“) bekannt gemacht. Von Prinz Michael, dem amtierenden Regenten von Sealand, wurde er als „Sir Richard Mark Royal“ in den Stand eines Ritters des militärischen Ordens von Sealand erhoben. Wie die britische Lokalzeitung East Anglian Daily Times berichtete, war Nick Glendinning nur zwei Tage zuvor vom Fuß der Plattform nach Bawdsey geschwommen, er hatte sich bei der Sealand-Regierung aber nicht vorab um eine Genehmigung bemüht, weshalb ihm keine offizielle Anerkennung zuteilwurde.

## Politik

### Verfassung
Mit der ersten Verfassung vom September 1975 übertrug Roy Bates die Ausübung der Staatsgewalt sowie das Eigentum am gesamten Land inklusive der (damals noch) Dreimeilenzone an die Sealand-State-Corporation und beauftragte sie mit der Entwicklung des Landes. Die neu geschaffene Körperschaft aus gewählten Senatoren sollte künftig die volle Autorität über Legislative, Exekutive und vor allem alle wirtschaftlichen Aktivitäten Sealands innehaben. Weiterhin wurde Sealand zur Freihandelszone erklärt und ausdrücklich der Verzicht auf Zölle und Beschränkungen des Glücksspiels festgeschrieben.
Im Jahr 1995 führte Fürst Roy eine zweite Verfassung mit Präambel und sieben Artikeln ein, welche die ursprüngliche Verfassung von 1975 ersetzt. Diese soll noch einmal die Unabhängigkeit des Staates bestätigen. Sie schreibt als Staatsform die konstitutionelle Monarchie fest, regelt die Thronfolge durch Erbschaft und verbietet, mit Ausnahmen für den Fürsten und die Sealand-Wachen, Waffen.
Darüber hinaus führte sie legislative und judikative Strukturen ein:
Danach besteht die Regierung neben dem Souverän und Staatsoberhaupt aus dem Senat, dem Generalstaatsanwalt, der Sealand-Wache und dem Büro des Staatsoberhauptes. Dieses besteht aus den drei Abteilungen Innere Angelegenheiten, Externe Angelegenheiten sowie Post, Telekommunikation und Technologie. Der Generalstaatsanwalt als Judikative kann angesichts entsprechender Umstände ein Tribunal einberufen. Die letzte Entscheidung verbleibt aber beim Staatsoberhaupt.
Im Übrigen soll auf Sealand das britische Common Law gelten.

### Regierung
Zunächst war Paddy Roy Bates (Prince Roy I of Sealand) Staatsoberhaupt und oberste Exekutive. Aus gesundheitlichen Gründen überließ der Fürst jedoch im Jahre 1999 seinem Sohn Michael (Prince Regent Michael of Sealand) per Dekret die Ausübung der Regierungsgewalt auf Sealand pro tempore.

### Exilregierung
In Deutschland beansprucht eine Gruppe, die der Reichsbürgerbewegung zugerechnet wird, die Herrschaft über die Seefestung Sealand für sich. Die Gruppe hat deswegen eine selbsternannte Exilregierung proklamiert, welche ihren Sitz im westfälischen Rheda-Wiedenbrück (Wohnsitz des Haupt-Aktivisten Johannes Seiger) und auf einer ehemaligen Hühnerfarm im brandenburgischen Trebbin hat. Die Bundesrepublik Deutschland wird von dieser „Exilregierung“ mit der Begründung, dass sie völkerrechtswidrig und im Zuge der Wiedervereinigung untergegangen sei, nicht als Staat betrachtet.
Auf den Webseiten der selbsternannten Exilregierung werden esoterische, rechtsradikale und antisemitische Inhalte vermittelt, vor allem im nicht allgemein zugänglichen Bereich des Sealand Business Club.
Die Gruppe betreibt eine „Vrilia Regierungskommission“, die sich auf den „Weltdynamismus“, „Vril-Energie als kosmische Urkraft“ und die „Wiedergeburt von Atlantis“ gemäß einer „Reichsarbeitsgemeinschaft ‚Das kommende Deutschland‘“ aus dem Jahr 1929 bezieht. Die Vril-Technologie könnte ihrer Meinung nach bei der Formel 1 eingesetzt werden. Dazu müsste ein 19 cm langer „Sealand-Vril-Generator“ eingebaut werden. Es wurde dem Red-Bull-Racing-Team im Februar 2015 angeboten, drei solche Generatoren in ihren Formel-1-Rennwagen einzusetzen, wenn es im Gegenzug verspricht, im Falle des Formel-1-Weltmeistertitels durch Einsatz der Vril-Generatoren, an die Sealand-Exilregierung eine Million Euro zu zahlen. Dem Red Bull Racing Team wurde seitens der Sealand-Aktivisten für die Rennsaison 2015, bei Einsatz solcher Generatoren, Platz 1 bis 3 in der WM-Wertung garantiert. Darüber hinaus sind laut den Sealand-Aktivisten angeblich noch heute Reichsflugscheiben in Betrieb, UFO-ähnliche Fluggeräte, die während des Dritten Reichs gebaut und getestet worden sein sollen. Deren Konstruktionspläne seien in Händen der Sealand-Gruppe, ebenso seien ihr die Lagerorte der Flugscheiben bekannt. Auf den Webseiten der Gruppe werden noch einige andere Verschwörungstheorien verbreitet.
Auf den Webseiten der selbsternannten Exilregierung werden zurzeit als Regierung von Sealand außer dem niederländischen Syndikus Adrien Oomen noch Johannes Seiger – als Premierminister (Ministerpräsident) und Staatsratsvorsitzender – sowie Josef Baier als Außenminister genannt. Die selbsternannte Exilregierung und die „Kommissarische Reichsregierung“ von Wolfgang Ebel sehen sich gegenseitig als Regierungen an.

### König Marduk
Ein Deutscher aus Tübingen, der sich als „Seine Majestät König Marduk“ oder „H.M. King Marduk I.“ über die Jahre mehrfach auch andernorts schon mit Gebietsansprüchen gemeldet hat, zählt seit 2000 die Seefestung Sealand zu seinem Königreich. Im gleichen Jahr darauf angesprochen signalisierte Michael Bates, man werde jeden Versuch eines unbefugten Eingriffs in das Hoheitsgebiet entsprechend beantworten. Das Fürstentum habe aber keine Kenntnis vom „Königreich von Marduk“ und stehe nicht in Verhandlungen mit dessen Regenten oder sonstigen Verbindungsleuten.

## Wirtschaft

### Sealand State Corporation
Durch die ursprüngliche Verfassung von 1975 war sämtliche wirtschaftliche Tätigkeit Sealands zunächst auf die Aktivitäten der Sealand State Corporation beschränkt. Deren Geschäftstätigkeit ist aber ebenso ungeklärt wie auch ihr Fortbestand nach Einführung der zweiten Verfassung von 1995.

### Sealand Trade Corporation
Als Sealand Trade Corporation operiert die selbsternannte Exilregierung unter Johannes W. F. Seiger. Zunächst von Trebbin aus schloss sie 1991 einen Vertrag mit der Roten Armee über die Verschrottung und Verwertung aller beim Abzug nicht mit zurückgeführten Güter und spekulierte mit Grundstücken, deren Besitzverhältnisse noch nicht geklärt waren. 2001 musste die Firma jedoch Insolvenz anmelden und prozessiert seither nur noch um Steuerschulden und nicht gezahlte Sozialversicherungsabgaben für die ehemaligen Angestellten. Seiger bestreitet eine Zahlungspflicht mit Hinweis auf den rechtlichen Status der Sealand Trade Corporation als staatseigene Firma von Sealand. Mitte 2004 übernahm die Exilregierung eine schweizerische Aktiengesellschaft mit Sitz in Zürich und firmierte sie zur Sealand Trade Corporation Schweiz AG um, seit April 2019 Sealand Trade Corporation Schweiz AG in Liquidation.

### HavenCo
Im Jahr 1999 gründete Michael Bates mit dem Unternehmer und Experten für Computersicherheit Ryan Lackey die Firma HavenCo Ltd. Daraufhin wurden Internet-Server auf der Plattform installiert. Zwischen 2000 und 2008 bot die Firma Sealand als elektronischen Datenhafen für sicheres Datenhosting an. Aufgrund von Unstimmigkeiten im Unternehmen trat Ryan Lackey aber bereits 2002 wieder aus der Firma aus und gab Presseberichten zufolge bekannt, dass das Unternehmen aufgrund technischer Probleme und zu wenig Kunden nicht mehr lange überleben werde. Ende 2008 stellte HavenCo ohne Angabe von Gründen den Geschäftsbetrieb ein.

### Church and East Ltd.
Nach dem Brand im Juni 2006 erteilte die Regierung von Sealand dem englischen Bauunternehmen Church and East Ltd. den Auftrag zum Wiederaufbau ihres Landes. Das Unternehmen plante jedoch auch eine eigene Geschäftstätigkeit auf Sealand: Ab Mai 2007 sollten Tagestouren und Übernachtungen auf Sealand für Touristen angeboten werden, ein Plan, der jedoch nicht mehr verwirklicht wurde. Seit 2008 gibt es keine Hinweise mehr auf eine weitere Geschäftstätigkeit von Church and East. Die Gesellschaft wurde am 7. Juli 2009 aus dem englischen Handelsregister (Company No. 05274816) gelöscht.

### Verkaufsangebot
Anfang Januar 2007 wurde die Mikronation auf den Internetseiten der spanischen Immobilienfirma Inmobiliaria Naranja angeboten. Als Verhandlungsbasis gaben die Immobilienmakler eine Summe von 750 Millionen Euro an. Das Angebot ist allerdings mittlerweile nicht mehr aktuell. Wie die britische Tageszeitung The Times berichtete, war das Fürstentum für ein mindestens achtstelliges Gebot abzugeben. Die Zeitung zitierte Prinz Michael von Sealand mit den Worten: „Wir besitzen diese Insel seit nunmehr 40 Jahren und mein Vater ist 85 Jahre alt. Vielleicht ist es Zeit für eine Verjüngung“. Laut Presseerklärung der offiziellen Homepage sollte durch Verkauf oder langfristiges Leasing ein ausländischer Investor gefunden werden. Die Baufirma Church and East Ltd. reagierte nach Rücksprache mit dem Ministerium für Inneres umgehend mit einer eigenen Presseerklärung, die klarstellte, dass keine Veränderung der gegenwärtigen rechtlichen Situation geplant gewesen sei. Die von HavenCo Ltd. und mittlerweile auch durch Church and East Ltd. auf Sealand ausgeübte Geschäftstätigkeit sei nicht betroffen gewesen. Es gehe lediglich darum, die bei Renovierung von Sealand neu geschaffenen Möglichkeiten für noch weitere Unternehmensansiedlungen zu nutzen.

## Recht
Paddy Roy Bates erklärte die in internationalen Gewässern gelegene Seefestung Roughs Tower durch Proklamation der Principality of Sealand vom 2. September 1967 zum souveränen und unabhängigen Staat.
Er stellte sich auf den Standpunkt, Großbritannien habe lange vorher alle Ansprüche aufgegeben. Die Plattform sei res derelicta und folglich terra nullius, also Niemandsland geworden. Für die Inbesitznahme des von keinem anderen Staat beanspruchten Gebiets, die Gründung einer neuen Nation und für die Legitimation seines Herrschaftsanspruchs beruft er sich auf das allgemeine Völkerrecht. Mit der Proklamation hält er alle Voraussetzungen einer Anerkennung de jure und de facto für erfüllt.
Im Urteil von Chelmsford und durch den „diplomatischen Kontakt“ über die Freilassung von Alexander Achenbach hält er Sealand auch de facto durch Großbritannien und die Bundesrepublik Deutschland für anerkannt. Weitere Staaten hätten Sealand dadurch anerkannt, indem sie mehrfach Sealand-Pässe als Reisepapiere akzeptiert, bestempelt oder sogar mit Visa versehen haben.

### Völkerrecht
Als Fallbeispiel wurde Sealand vielfach analysiert und wird immer wieder in Staats- und Völkerrechtsvorlesungen diskutiert. Einigkeit besteht darin, dass vor der Frage der Rechtmäßigkeit und Anerkennung der Gründung zunächst geklärt werden muss, ob eine künstliche Plattform mit nur einer Handvoll Bewohnern überhaupt die notwendigen Voraussetzungen und Eigenschaften für einen Staat aufweist. Nach den 1933 im Rahmen der Konvention von Montevideo aufgestellten Kriterien bedarf es dazu eines zumindest in Grundzügen definierten Staatsgebiets, einer dauerhaften Bevölkerung (Staatsvolk), einer eigenen Regierung (Staatsgewalt) und der Möglichkeit, in Beziehungen mit anderen Staaten einzutreten. Vom letzten Punkt abgesehen entspricht die Konvention der in Deutschland seit Georg Jellinek vertretenen Drei-Elemente-Lehre.
Diese Kriterien werden für Sealand unter Staats- und Völkerrechtlern ganz überwiegend verneint. Es existieren aber auch einzelne Gutachten, in denen Sealand als Staat betrachtet und Staatsgebiet sowie Staatsvolk anerkannt werden.
Ob die Anerkennung eines Staates durch andere Staaten konstitutiv oder nur deklaratorisch ist, darüber besteht unter Juristen ebenso wenig Einigkeit wie zur Frage, ob die Anerkennung der Existenz genügt oder ein diplomatisch-förmlicher Akt notwendig ist.
Bei der dritten internationalen Konferenz zum Seerecht (1973–1982) wurden legale Staatsgründungen nach dem Beispiel Sealands für die Zukunft ausgeschlossen. Der nächste benachbarte Staat muss die Verantwortung für künstliche Konstruktionen im Meer übernehmen und alle nicht mehr benötigten Konstruktionen unmittelbar nach Außergebrauchstellung entfernen.

### Deutschland
1976 wollte Alexander Achenbach feststellen lassen, dass er durch Annahme der Staatsangehörigkeit Sealands die deutsche Staatsangehörigkeit verloren habe. Die zuständige Behörde teilte ihm jedoch mit, dass er weiterhin deutscher Staatsangehöriger sei. Seine Klage vor dem Verwaltungsgericht Köln war erfolglos. Das Gericht stellte in seinem Urteil fest, dass Sealand kein Staat sei, da es weder ein Staatsgebiet noch ein Staatsvolk habe. Das Gericht war der Auffassung, bei der künstlichen Plattform handele es sich nicht um „Landgebiet“. Dazu sei ein Stück „Erdboden“ erforderlich. Da die Plattform nur über Betonpfeiler mit dem Boden verbunden ist, sei sie nicht einmal Teil der Erdoberfläche. Die Mitglieder eines Staatsvolks müssten eine „Schicksalsgemeinschaft“ bilden, mit dem Ziel, alle Bereiche des Lebens gemeinsam zu bewältigen. Die sogenannten Staatsangehörigen von Sealand würden sich jedoch überwiegend außerhalb aufhalten und jeweils eigenen Interessen nachgehen.
Auch das Landgericht Potsdam entschied, dass das Fürstentum Sealand kein Völkerrechtssubjekt sei und seine Repräsentanten in Deutschland keine diplomatische oder konsularische Immunität genießen. Es fehle ihm an einer effektiven Staatsgewalt, die sich auf ein Staatsvolk und auf ein Staatsgebiet beziehe.

### Vereinigte Staaten
1990 urteilte ein US-Verwaltungsgericht, es habe weder zu diesem Zeitpunkt noch vorher jemals eine souveräne Nation mit dem Namen Sealand existiert. Bei der Berufung 1991 hielt ein US-Bundesgericht daran fest.

### Großbritannien
Ungeachtet der Gerichtsentscheidung von Chelmsford aus dem Jahr 1968 betrachtet Großbritannien Roughs Tower weiterhin als Eigentum des Verteidigungsministeriums. Die Station werde lediglich zurzeit nicht genutzt.
Am 1. Oktober 1987 dehnte Großbritannien durch den Territorial Sea Act seine Hoheitsgewässer, in Übereinstimmung mit Artikel 3 des Seerechtsübereinkommens der Vereinten Nationen, auf eine Zwölfmeilenzone rund um die Küste aus. Sealand hat jedoch ebenfalls Anspruch auf eine Zwölfmeilenzone erhoben.

## Pässe, Post, Währung und Amateurfunk

### Sealand-Pass
Kein anerkannter Staat gesteht Sealand eine Personalhoheit zu. Dennoch haben zeitweilig sowohl die Regierung von Fürst Roy als auch die Exilregierung in Deutschland Sealand-Pässe in großem Stil verkauft, wobei sie sich gegenseitig Passfälschung vorwerfen. Besondere Nachfrage soll es vor allem durch Hongkong-Chinesen vor der Wiedereingliederung in die Volksrepublik China am 1. Juli 1997 gegeben haben. Mehrfach waren Sealand-Pässe auch schon in Kriminalfälle verwickelt, wie etwa beim Mord an dem Modeschöpfer Gianni Versace. Von wenigen Ausnahmen abgesehen – vermutlich ein Versehen einzelner Grenzbeamter –, werden diese Papiere jedoch lediglich als Spaßausweise betrachtet. Entsprechendes gilt für alle sonstigen amtlichen Dokumente. Wer versucht, sich mithilfe eines Sealand-Passes einen Titel zuzulegen, riskiert, sich in Deutschland nach § 132a StGB (Missbrauch von Titeln, Berufsbezeichnungen und Abzeichen) strafbar zu machen.

### Sealand-Dollar

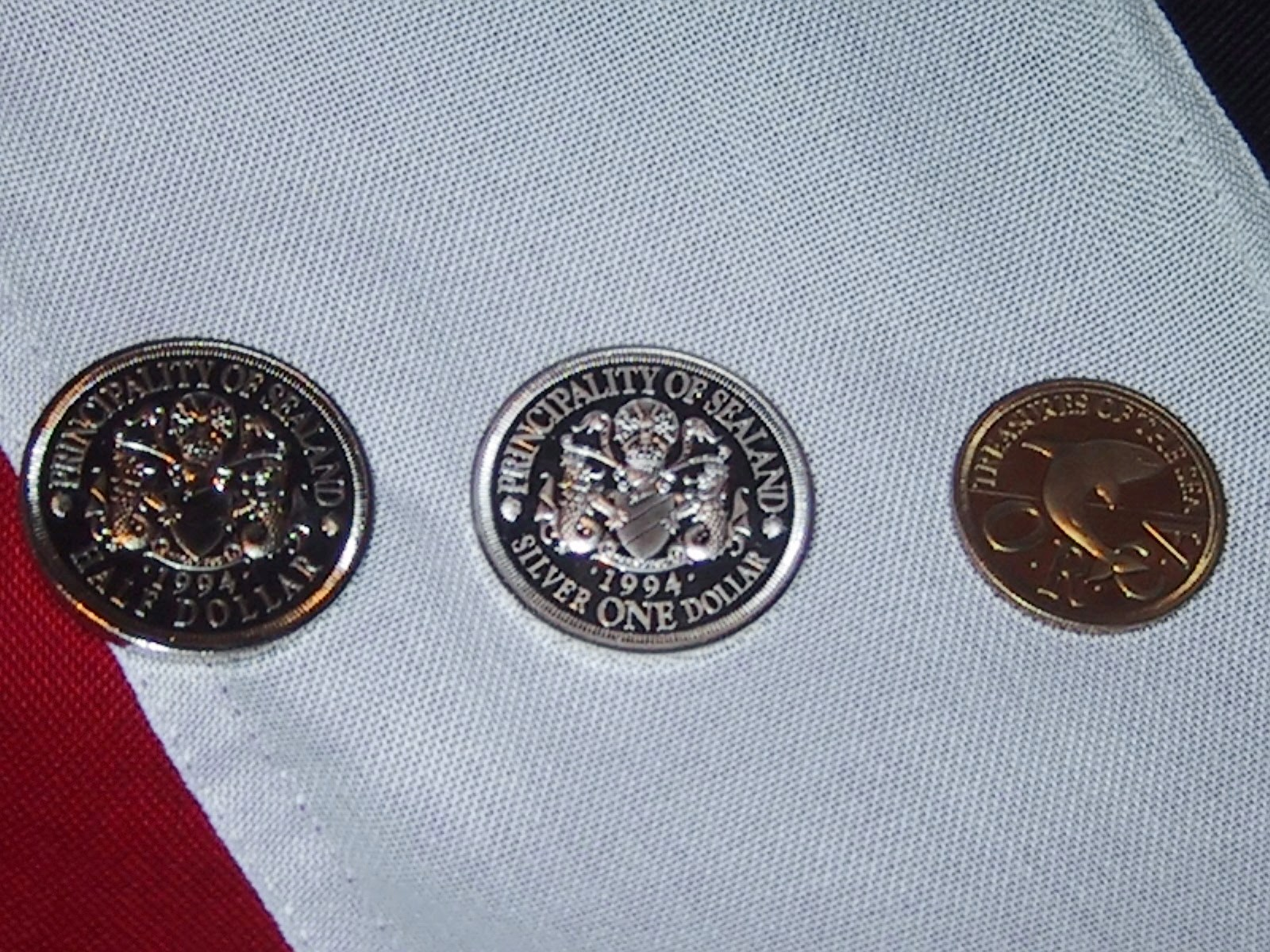
Von links: Half Dollar, Silver One Dollar, Quarter Dollar

Die ab 1972 als Sealand Dollar geprägten Münzen sollen im Wert angeblich Parität zum US-Dollar aufweisen. Ohne ein funktionierendes und allgemein zugängliches Wirtschaftssystem auf Sealand handelt es sich allerdings um keine echte Währung. Da sie jedoch einen hohen Anteil an wertvollen Metallen aufweisen, haben sie unter Münzsammlern durchaus einen Wert.
In den frühen 1990er Jahren produzierte auch die Exilregierung eine Münze mit dem Abbild des Premierministers Seiger.

### Post

Sealand Briefmarkenblock 1970er Jahre

Sealand gibt seit 1969 Briefmarken heraus, die für die Korrespondenz des Regierungsbüros genutzt und auf Sealand gestempelt werden. Von der königlich britischen Post werden die damit frankierten Umschläge offiziell nur als unfrei auf Kosten des Empfängers zugestellt. Es existieren jedoch einige Briefe, deren Sealand-Briefmarke von der britischen Royal Mail noch einmal entwertet und die anschließend normal zugestellt wurden. Auch die belgische Post soll in der Zeit, als Bates einen regelmäßigen Hubschrauber-Service zwischen Sealand und Brüssel unterhielt, einige Briefe anstandslos weiterbefördert haben.

### Amateurfunk
Sealand verwendet das nicht offiziell zugeteilte ITU-Präfix S1A als Landeskennung für Rufzeichen im Amateurfunkdienst.

## Sealand in Literatur und Medien
Sealand kommt in einem Handlungsstrang des Romans Polyplay von Marcus Hammerschmitt in seiner Eigenschaft als Hosting-Plattform für streng geheime und/oder rechtlich bedenkliche Internet-Inhalte vor. In dem Roman Der Aurora Effekt von Rainer Wolf wird es im Zusammenhang mit dem HAARP-Projekt erwähnt.
Im Webmanga Hetalia tritt Sealand als frühreifer kleiner Junge auf, der sich von seinem großen Bruder England „abnabelt“ und sich und seine Plattform später bei eBay an die skandinavischen Staaten verkauft.
Im Oktober 2013 drehte die deutsche Band Fettes Brot das Video zu ihrer Single Echo auf der Plattform.
Sealand ist eine der sechs Mikronationen, die in Paul Poets Dokumentarfilm Empire Me – Der Staat bin ich (2011) vorgestellt werden.
Im Juni 2017 brachte Michael Bates, der Sohn des Gründers, unter dem Titel Principality of Sealand: Holding the Fort ein Buch heraus, in dem die Geschichte Seelands aus dem Blickwinkel seiner Familie erzählt wird.